# Luis Guillermo Perinat y Elío
Luis Guillermo Perinat y Elío (ur. 27 października 1923 w Madrycie) – hiszpański polityk i dyplomata, senator i deputowany, od 1986 do 1989 eurodeputowany II kadencji, były ambasador Hiszpanii w Wielkiej Brytanii i ZSRR.

## Życiorys
Syn rzeźbiarza i polityka Luisa de Périnata i arystokratki Any Maríi de Elío y Gaztelu. Po śmierci ojca jego matka wyszła za szlachcica Valentína Menéndeza y San Juana. Ukończył studia prawnicze na Uniwersytecie w Madrycie i szkołę dyplomatyczną, kształcił się też w Centro Superior de Estudios de la Defensa Nacional. Od 1948 związany z hiszpańskim ministerstwem spraw zagranicznych, od 1971 w randze ministra pełnomocnego, został dyrektorem generalnym departamentu Ameryki Północnej i spraw atlantyckich. W latach 1976–1981 był ambasadorem Hiszpanii w Wielkiej Brytanii, następnie do 1983 w Związku Radzieckim (akredytowany także w Mongolii). Autor publikacji książkowych, m.in. wspomnień.
W 1983 uzyskał mandat w zgromadzeniu wspólnoty autonomicznej Madrytu z ramienia prawicowej Coalició Popular (AP-PDP-PL), został szefem frakcji radnych. Związał się z Alianza Popular. W latach 1983–1987 zasiadał w Senacie II i III kadencji. Od 1 stycznia 1986 do 5 lipca 1987 był posłem do Parlamentu Europejskiego w ramach delegacji krajowej, w 1987 wybrano go w wyborach powszechnych. Przystąpił do Europejskich Demokratów, będąc od 1986 do 1987 jej wiceprzewodniczącym. Od stycznia 1987 do lipca 1989 pozostawał też wiceprzewodniczącym PE. W 1989 uzyskał mandat w Kongresie Deputowanych IV kadencji. W latach 1990–1993 zasiadał także w Zgromadzeniu Parlamentarnym Rady Europy. W 1992 przyjęto go do Zakonu Maltańskiego.
Żonaty z markizą Blanką Escrivá de Romani y Morenes, doczekał się trójki dzieci.

## Odznaczenia
Odznaczony Wielkim Krzyżem Orderu Zasługi Cywilnej (1973) i Krzyż Zasługi Wojskowej z odznaką białą, a także odznaczeniami zagranicznymi, m.in. Świętym Konstantyńskim Orderem Wojskowym Świętego Jerzego.